# Burkholderia cepacia

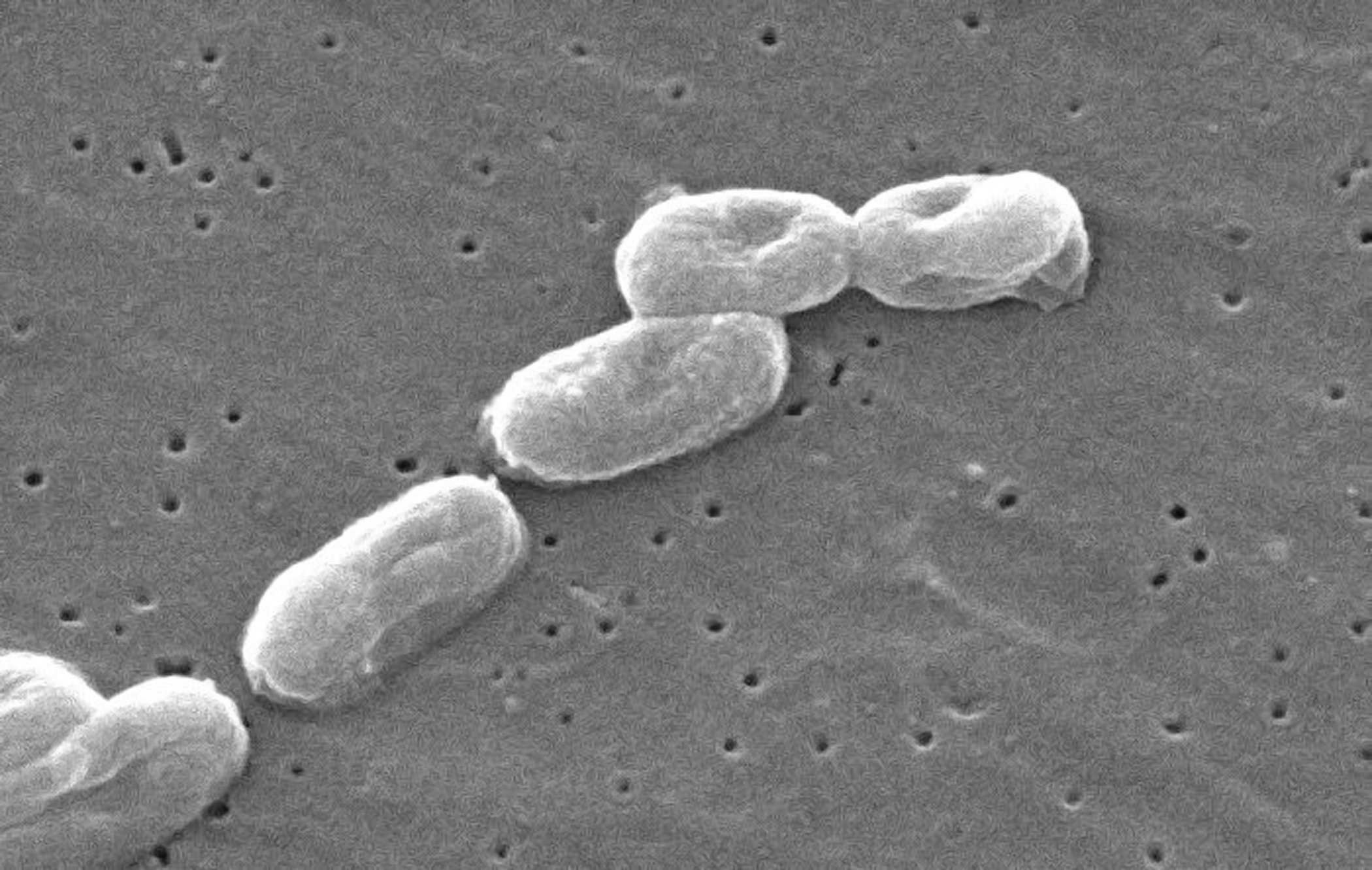
Microfotografía de B.cepacia.

El Complejo Burkholderia cepacia (CBC, o siglas en inglés BCC), o simplemente Burkholderia cepacia, o Pseudomonas cepacia, es un grupo de bacterias Gram negativas [no fermentadoras], aerobias y productoras de catalasa; compuestas de al menos nueve diferentes especies:
- B. cepacia
- B. multivorans
- B. cenocepacia
- B. vietnamiensis
- B. stabilis
- B. ambifaria
- B. dolosa
- B. anthina
- B. pyrrocinia

B. cepacia es un importante patógeno de humanos causante frecuentemente de neumonía en pacientes con enfermedades debilitantes pulmonares como la fibrosis quística o inmunocomprometidos como la enfermedad granulomatosa crónica.
Los organismos CBC se encuentran comúnmente en el agua y en el suelo y pueden sobrevivir prolongados periodos en ambientes húmedos. La dispersión persona a persona está documentada; así, muchos hospitales, clínicas, campos para pacientes con fibrosis quística deben aislarse estrictamente, de infectarse con CBC. Los individuos infectados deben tratarse en áreas separadas de aquellos pacientes no infectados para limitar la dispersión, por la extrema gravedad que pueden ocasionar las infecciones a CBC, con rápida declinación en pulmón y concluir en muerte.
La diagnosis de CBC agrega aislamiento de bacterias del esputo. Los organismos bacteriales CBC son naturalmente resistentes a muchos antibióticos comunes, como los aminoglicósidos (gentamicina y tobramicina) y polimixina B. Las bacterias son tan resistentes que se las ha encontrado en betadina (un antiséptico tópico común hospitalario). 
El tratamiento incluye múltiples antibióticos, incluyendo ceftazidima, doxiciclina, piperacilina, cloramfenicol, co-trimoxazol. 
B. cepacia fue descubierta por Walter Burkholder en 1949 en las catáfilas de cebolla y en sus epidermis radiculares, y descrita en humanos por 1.ª vez en los años 1950. En la década de 1980, fue ubicado en individuos con fibrosis quística, y asociado con el 35 % de defunciones. Burkholderia cepacia tiene un gran genoma, con el doble de material genético que E. coli.